# Inštitut za razvoj managementa Ekonomsko-poslovne fakultete v Mariboru
Inštitut za razvoj mamagementa deluje v okviru Raziskovalno-izobraževalnega centra Ekonomsko-poslovne fakultete Univerze v Mariboru.